# Abiromorphus
Abiromorphus  (лат.) — род жуков семейства листоедов.

## Описание
Коготки простые. Верхняя часть тела в грубых поперечных морщинках и тонких прилегающих волосках, ярко-металлическая. Пигидий с продольной срединной бороздкой.

## Систематика
В составе рода:
- Abiromorphus anceyi[укр.] Pic, 1924